# Comuna de Białaczów
Białaczów (polaco: Gmina Białaczów) é uma gminy (comuna) na Polónia, na voivodia de Lodz e no condado de Opoczyński. A sede do condado é a cidade de Białaczów.
De acordo com os censos de 2004, a comuna tem 6043 habitantes, com uma densidade 52,8 hab/km².

## Área
Estende-se por uma área de 114,49 km², incluindo:
- área agrícola: 53%
- área florestal: 37%

## Demografia
Dados de 30 de Junho 2004:
|                      | Total   | Total | Mulheres | Mulheres | Homens  | Homens |
| -------------------- | ------- | ----- | -------- | -------- | ------- | ------ |
|                      | pessoas | %     | pessoas  | %        | pessoas | %      |
| População            | 6043    | 100   | 3057     | 50,6     | 2986    | 49,4   |
| Densidade (pop./km²) | 52,8    | 100   | 26,7     | 26,7     | 26,1    | 26,1   |

De acordo com dados de 2002, o rendimento médio per capita ascendia a 1316,63 zł.

## Subdivisões
- Białaczów, Kuraszków, Miedzna Drewniana, Ossa, Parczów, Parczówek, Petrykozy, Radwan, Sędów, Skronina, Sobień, Wąglany, Zakrzów, Żelazowice.

## Comunas vizinhas
- Gowarczów, Końskie, Opoczno, Paradyż, Sławno, Żarnów